# Szymon Wudarski
Szymon Maksymilian Wudarski (ur. ok. 1983) – polski politolog i dyplomata.

## Życiorys
Szymon Wudarski studiował politologię na Uniwersytecie Mikołaja Kopernika w Toruniu.
Jako specjalista ds. administracji przez 6 miesięcy wchodził w skład personelu cywilnego III zmiany Polskiego Kontyngentu Wojskowego w Afganistanie (2008). Zawodowo związany był z Polską Akcją Humanitarną. z Ministerstwem Spraw Zagranicznych, m.in. Departamentem Współpracy Rozwojowej (ok. 2012) oraz Departamentem Azji i Pacyfiku (ok. 2022). Do ok. 2019 kierownik Wydziału Polityczno-Ekonomicznego Ambasady RP w Hanoi. W sierpnia 2023 został kierownikiem Wydziału Polityczno-Ekonomicznego Ambasady RP w Teheranie, w tym od sierpnia do października 2024 kierował placówką jako chargé d’affaires ad interim.
W 2022 „za wybitne zasługi w działalności na rzecz bezpieczeństwa i ochrony obywateli polskich i cudzoziemców w akcji ewakuacyjnej w Islamskiej Republice Afganistanu” został odznaczony przez prezydenta RP Krzyżem Kawalerskim Orderu Odrodzenia Polski.
Żonaty z Justyną Wudarską.